# Lucilia pretiosa
Lucilia pretiosa är en tvåvingeart som beskrevs av Robineau-desvoidy 1863. Lucilia pretiosa ingår i släktet Lucilia och familjen spyflugor.
Artens utbredningsområde är Frankrike. Inga underarter finns listade i Catalogue of Life.